# 珀金斯 (密蘇里州)
珀金斯（英語：Perkins）是位於美國密蘇里州斯科特縣的普查規定居民點。

## 歷史
珀金斯的郵局自1890年營運至今。

## 人口
根據2020年美國人口普查的數據，珀金斯的面積為0.43平方千米，皆為陸地。當地共有人口123人，而人口密度為每平方千米286.05人。